# Мала Суєтка
Мала Сує́тка (рос. Малая Суетка) — селище у складі Краснощоковського району Алтайського краю, Росія. Входить до складу Краснощоковської сільської ради.

## Населення
Населення — 123 особи (2010; 196 у 2002).
Національний склад (станом на 2002 рік):
- росіяни — 97 %